# Tel Aviv on Fire
Tel Aviv on Fire (Original: Ivrit תל אביב על האש, Tel Aviv al ha'esh) ist eine israelische Filmkomödie von Sameh Zoabi aus dem Jahr 2018. Der Film ist der zweite Langspielfilm Zoabis nach Ish lelo selolari (איש ללא סלולרי), der den englischen Titel Man Without A Cell Phone hat. Vor dem Hintergrund der israelischen Besatzung des Westjordanlands, die der Film aufzeigt, ohne sie näher zu kommentieren, ist der Film eine spielerische Persiflage der Seifenoper und zeigt Menschen zwischen ihren privaten Träumen, alltäglichem Pragmatismus und Erschöpfung.

## Handlung
Salam, ein 30-jähriger Palästinenser aus Ostjerusalem, ist ein Produktionspraktikant bei den Dreharbeiten zu Tel Aviv on Fire, eine Fernsehserie, welche in Ramallah produziert wird und deren Handlung am Vorabend des Sechstagekriegs 1967 spielt. Darin steht die palästinensische Widerstandskämpferin Manal zwischen zwei Männern, ihrem Kameraden Marwan und dem israelischen General Yehuda, den sie ausspionieren soll und für den sie sich Rachel nennt. Dem Drehteam der Seifenoper, die sich nach den Vorstellungen der Investoren eigentlich antizionistisch geben sollte, gelingt es jedoch immer weniger, diese Linie durchzuhalten. So ist die Serie nicht nur im Westjordanland, sondern auch in Israel sehr populär. Auf dem Weg zur Arbeit muss Salam jeden Tag einen Kontrollposten passieren, der von Assi kommandiert wird. Als er eine Grenzpolizistin fragt, ob „bombig“ ein gutes Kompliment für Frauen sei, eine Frage, die sich aus einem Seriendialog ergab, landet er als Terrorist bei Assi. Assi hält Salam für den Autor der Serie und erkennt die Chance, auf den Verlauf der Serie Einfluss zu nehmen, um sich die bereits etwas abgekühlte Liebe seiner Frau zurückzugewinnen. Infolge von Querelen am Set mit der bisherigen Drehbuchautorin soll tatsächlich nun Salam die hebräischen Dialoge zwischen Manal und Yehuda schreiben. Salam ist jedoch kein Autor und kann selbständig keine Drehbücher schreiben. Um nicht entlassen zu werden, geht Salam eine geheime Abmachung mit Assi ein. Gegen guten palästinensischen Hummus hilft Assi Salam beim Schreiben. Salam hatte Assi unter dem Druck der Verhaftung am Kontrollposten versprochen, dass es ein Happy End mit Yehuda und Manal gäbe. Als aber Regisseur und Produzent gar den Krebstod von Manal in der Serie andeuten, platzt Assi der Kragen. Er entführt Salam und erpresst mit gezogener Pistole, dass es am Ende eine Hochzeit zwischen Yehuda und Manal geben müsse. Er nimmt sogar Salams Ausweis weg. Salam kann mühevoll Produzent und Regisseur vom Krebstod von Manal abbringen und ihnen die Hochzeit schmackhaft machen. Manal soll sich bei dieser Gelegenheit mit Yehuda in die Luft sprengen. Aber dann wäre ja die Serie zu Ende. Besser wäre es, auch für Regisseur und Produzent, den Übergang zu einer zweiten Staffel zu finden. Salam trifft sich mit Assi. Er kann ihn überzeugen und seinen Ausweis zurückerhalten. Man sieht in der letzten Folge, wie die Hochzeit stattfindet, der Sprengstoffanschlag aber durch Verhaftung vereitelt wird. Die Verhaftung führt im Sinne eines Deus ex machina der als Rabbiner verkleidete Assi durch, nun ein Schauspieler der Serie. Natürlich kommt er für die neue Staffel mit einer neuen palästinensischen Agentin in Kontakt.

## Veröffentlichung
Der Film wurde auf den 75. Internationalen Filmfestspielen von Venedig uraufgeführt und kam am 4. Juli 2019 in die deutschen Kinos.

## Kritik
Leo Meyer schreibt. „Zwei Männer, die „von Haus aus“ Todfeinde sind, schreiben gemeinsam eine Seifenoper, um Frauen zu beeindrucken. Wobei die Frauen nicht so leicht zu beeindrucken sind. Dieser einfache Kunstgriff verwandelt die tragische Geschichte in eine doppelbödige, leichte Komödie, bei der es durchaus ein Happy End geben könnte. Nicht nur im Film, sondern auch in der Realität. Denn zwischen den Zeilen blinkt subtil die Botschaft, dass es wichtigere Dinge gibt als Religion und Politik. ... Die alltäglichen menschlichen Nöte, Eitelkeiten und Tricks, mit denen jeder Mensch versucht, sich einen Vorteil zu ergattern, egal wie klein er ist, zeigen frappant, wie ähnlich Menschen ticken. Selbst, wenn ihre Regierungen erklären, dass sie Todfeinde sind. En passant wird so auch klar, wie künstlich geschürt der Konflikt ist, der schon so viele Opfer gefordert hat und weiter fordert.“

„Der Autor Dan Kleinman hat sich zusammen mit Regisseur Sameh Zoabi eine Story ausgedacht, die ausreichend Stoff für ebenso sympathische wie absurde Verwicklungen zwischen der Handlungs- und der Film-im-Film-Ebene bietet. Mit dieser Konstellation lassen sich reale politische Konfrontationen mit alternativen Möglichkeiten des Miteinanders kombinieren, ohne die Härten des palästinensisch-israelischen Alltags zu ignorieren oder pathetisch Formen der Verbrüderung zu bemühen. Gerade das aber verbreitet gewisse Hoffnungen.“

## Auszeichnungen
- Mostra internazionale d’arte cinematografica/La Biennale di Venezia 2018: Bester Schauspieler für Kais Nashef
- Festival de Liège: Großer Preis der Jury und Preis der Kritik
- Festival international du film de Saint-Jean-de-Luz: Großer Preis der Jury und Preis der Jugendjury
- Haifa Film Festival: Bester Film und Bestes Drehbuch
- Asia Pacific Screen Awards: Bestes Drehbuch